# Lac de l’Hongrin
Der Lac de l’Hongrin ist ein Stausee, er befindet sich im Schweizer Kanton Waadt in den Gemeinden Château-d’Oex und Ormont-Dessous. Genutzt wird das Wasser im Kraftwerk Veytaux, es fliesst anschliessend in den Genfersee. Auf diese Weise wird Wasser aus dem Einzugsgebiet des Hongrin, der naturgemäss über Saane und Aare zum Rhein entwässert, über die Europäische Hauptwasserscheide der Rhone zugeführt.
Zu erreichen ist der Stausee von Osten über La Lécherette am Col des Mosses, von Südwesten über Corbeyrier oder von Norden her über Montbovon.
Das Gebiet südlich des Lac de l’Hongrin ist militärisches Schiessgebiet, so dass an Wochentagen die Zufahrt oft nur eingeschränkt oder gar nicht möglich ist.

## Geschichte
Fertiggestellt wurden die beiden Bogenstaumauern Hongrin Nord und Hongrin Sud im Jahre 1969. Die gesamten Bauarbeiten dauerten von 1966 bis 1971.

## Technische Daten der Staumauern

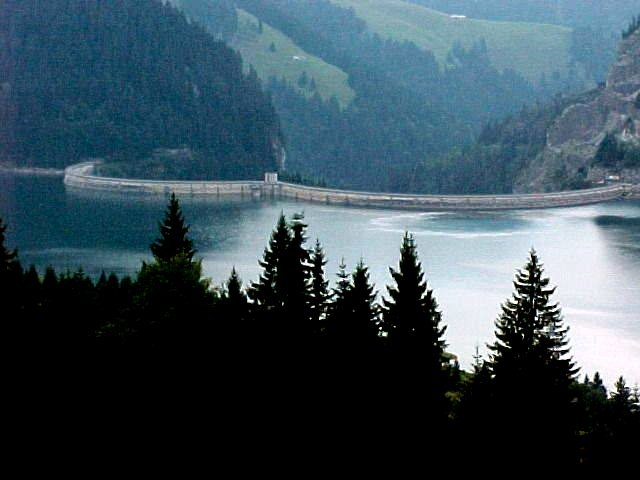
Lac de l’Hongrin

| Hongrin Nord und Hongrin Sud            | Hongrin Nord und Hongrin Sud | Hongrin Nord und Hongrin Sud |
| --------------------------------------- | ---------------------------- | ---------------------------- |
| Fertigstellung:                         | 1969                         | 1969                         |
| Sperrentyp:                             | Bogenstaumauer               | Bogenstaumauer               |
| Kronenlänge:                            | 325 m                        | 272 m                        |
| Höhe:                                   | 125 m                        | 90 m                         |
| Sperrenvolumen:                         | 235'000 m³                   | 220'000 m³                   |
| Einzugsgebiet:                          | 45,6 km²                     | 45,6 km²                     |
| Stauvolumen:                            | 53,2 Mio. m³                 | 53,2 Mio. m³                 |
| Oberfläche:                             | 160 ha                       | 160 ha                       |
| Länge:                                  | 2,7 km                       | 2,7 km                       |
| Kapazität:                              | 100 m³/s                     | 100 m³/s                     |
| Forces Motrices Hongrin-Léman, Lausanne |                              |                              |